# ری استوارت (ورزشکار)
ری استوارت (انگلیسی: Ray Stewart؛ زادهٔ ۱۸ مارس ۱۹۶۵) دونده اهل جامائیکا است.
از فیلم‌ها یا برنامه‌های تلویزیونی که وی در آن نقش داشته‌است می‌توان به شکوه صبح اشاره کرد.